# Caragana alaica
Caragana alaica är en ärtväxtart som beskrevs av Antonina Ivanovna Pojarkova. Caragana alaica ingår i släktet karaganer, och familjen ärtväxter. Inga underarter finns listade i Catalogue of Life.